# Catalina Coll
Catalina Tomàs Coll Lluch (Pórtol, Mallorca, 23 de abril de 2001), conocida como Cata Coll, es una futbolista española que juega como portera en el F. C. Barcelona de la primera división femenina de España. Actualmente es internacional con la  selección española. 
En el plano individual, es campeona de Europa y del mundo en categoría sub-17, campeona del mundo sub-20 y campeona del mundo absoluta en el pasado Mundial de Australia y Nueva Zelanda de 2023.

## Biografía
Vecina de Pórtol, en el municipio de Marratxí, Mallorca, es hija de Fernando Coll y Antonia Lluch y tiene una hermana mayor.
Empezó a jugar al fútbol con seis años en el equipo de Sant Marçal. Comenzó jugando como central hasta que con once años probó en la portería. Jugó en equipos de chicos hasta los catorce años, cuando se pasó al femenino tras fichar por el Athletic Marratxí. Según ha declarado en diversas entrevistas, sus ídolos y referentes cuando era pequeña fueron Sandra Paños y Dudu Aouate. Por este último viste el dorsal número 13.

## Trayectoria

### U. D. Collerense
Con quince años ficha por el Collerense tras haber rechazado la oferta que el club le hizo el año anterior. Convencida por la capitana del equipo, Pili Espadas, Coll empieza a jugar en el club balear en 2016. La mallorquina jugó tres temporadas en el primer equipo del club de segunda división. En su última temporada fue una de las piezas claves en la consecución del ascenso a la recién estrenada Liga Reto Iberdrola.
Tras ser un pilar en su equipo y destacar de manera notable con la selección española, Coll levantó el interés de clubes de primera división, decantándose finalmente por la oferta del Fútbol Club Barcelona. En verano de 2019, se anunció que había firmado un contrato hasta 2023 y que la primera temporada la jugaría cedida en el Sevilla F. C. de la primera división femenina.

### Sevilla F. C.
En verano de 2019, poco después de anunciarse su fichaje por el Barça, el club informó que la joven portera mallorquina saldría cedida al Sevilla para disponer de minutos. Coll empezó la temporada en la capital andaluza compartiendo minutos con Sara Serrat y Noelia Ramos, pero con el paso de los partidos se erigió como la portera más utilizada por el entrenador. En su primera temporada en primera división, Coll jugó dieciséis partidos de liga; competición que acabó suspendiéndose debido a la pandemia por COVID-19.

### F. C. Barcelona

#### Temporada 2020-2021
En julio de 2020, el Barcelona confirmó que Cata volvía a la disciplina del club tras haber jugado el año anterior cedida. A pesar de tener por delante a una portera consolidada como Sandra Paños, Coll ha valorado de manera positiva su regreso a Barcelona. En octubre de 2020, Coll se hizo con la titularidad de la portería tras una lesión de Paños que la mantuvo alejada de los terrenos de juego diversas semanas. Fue decisiva en el partido de liga contra el Atlético de Madrid jugado en el Johan Cruyff, donde le paró un penal a Toni Duggan todavía con el empate a cero en el marcador. Debutó en Liga de Campeones en un partido de clasificación jugado ante el PSV que el equipo ganó por 4 goles a 1. En diciembre de 2020, se lesionó en el partido jugado ante el Sevilla. Los servicios médicos del club informaron que sufría una lesión en el menisco de la pierna derecha. A finales de marzo, recibió el alta médica.

## Selección nacional

### Sub-17
En 2016, con quince años, fue seleccionada para participar en el Europeo sub-17 de República Checa. El equipo fue subcampeón tras perder en la final contra la selección alemana. En mayo de 2018, volvió a formar parte del combinado español para disputar el Europeo sub-17 de Lituania. Esta vez, siendo ya una de las capitanas del equipo, la selección española se alzó con el título de campeonas tras derrotar en la final a Alemania. Fue una de las heroínas del campeonato tras atajar dos penaltis de la tanda en la semifinal que jugaron contra Corea que terminó con empate.
A finales de ese mismo año, la Roja viajó a Uruguay para disputar el Mundial de fútbol sub-17. La selección se proclamó campeona del mundo por primera vez tras ganar en la final a México. Fue una de las heroínas del campeonato tras atajar dos penaltis de la tanda en la semifinal que jugaron contra Corea que terminó con empate. Al final del torneo, se le otorgó el guante de oro, premio que la acredita como portera mejor portera de toda la competición.

### Sub-19
En enero de 2020, fue convocada por la selección sub-19 para jugar los partidos de preparación del Europeo sub-19 de Irlanda. Debido a la pandemia por COVID-19, la UEFA anunció que se cancelaba el torneo.

### Sub-20
En agosto de 2018, fue la portera titular de la selección que participó en el Mundial de fútbol sub-20 de Francia. Coll volvió a ser decisiva durante el torneo tras parar un penalti en semifinales ante Francia. Fueron subcampeonas del torneo tras perder la final ante Japón por 1-3.

### Absoluta
En agosto de 2023, entró por primera vez en la convocatoria que participó en el Mundial de Australia y Nueva Zelanda de 2023.

### Participaciones internacionales
| Título         | Sede                    | Año  | Resultado   |
| -------------- | ----------------------- | ---- | ----------- |
| Europeo Sub-17 | República Checa         | 2017 | Subcampeona |
| Mundial Sub-17 | Uruguay                 | 2018 | Campeona    |
| Europeo Sub-17 | Lituania                | 2018 | Campeona    |
| Mundial Sub-20 | Francia                 | 2018 | Subcampeona |
| Copa Mundial   | Australia Nueva Zelanda | 2023 | Campeona    |

## Clubes
| Club                   | País   | Año             |
| ---------------------- | ------ | --------------- |
| Sporting Sant Marçal   | España | 2007-2014       |
| CIDE                   | España | 2014-2015       |
| Atlético Marratxí      | España | 2015-2016       |
| U. D. Collerense       | España | 2016-2019       |
| Sevilla F. C. (cesión) | España | 2019-2020       |
| F. C. Barcelona        | España | 2019-actualidad |

## Estadísticas
| Club                     | Temporada           | Liga                | Liga  | Liga  | Copa  | Copa  | Continental | Continental | Total | Total |
| Club                     | Temporada           | Div.                | Part. | Goles | Part. | Goles | Part.       | Goles       | Part. | Goles |
| ------------------------ | ------------------- | ------------------- | ----- | ----- | ----- | ----- | ----------- | ----------- | ----- | ----- |
| Sevilla F. C. · España   | 2019-20             | 1.ª                 | 16    | 0     | 2     | 0     | -           | -           | 18    | 0     |
| Sevilla F. C. · España   | Total               | Total               | 16    | 0     | 2     | 0     | -           | -           | 18    | 0     |
| F. C. Barcelona · España | 2019-20             | 1.ª                 | -     | -     | 1     | 0     | -           | -           | 1     | 0     |
| F. C. Barcelona · España | 2020-21             | 1.ª                 | 7     | 0     | 3     | 0     | 1           | 0           | 11    | 0     |
| F. C. Barcelona · España | 2021-22             | 1.ª                 | 8     | 0     | -     | -     | -           | -           | 8     | 0     |
| F. C. Barcelona · España | 2022-23             | 1.ª                 | 3     | 0     | -     | -     | 0           | 0           | 3     | 0     |
| F. C. Barcelona · España | 2023-24             | 1.ª                 | 15    | 0     | -     | -     | 7           | 0           | 22    | 0     |
| F. C. Barcelona · España | 2024-25             | 1.ª                 | 22    | 0     | 4     | 0     | 8           | 0           | 34    | 0     |
| F. C. Barcelona · España | Total               | Total               | 55    | 0     | 8     | 0     | 16          | 0           | 79    | 0     |
| Total en su carrera      | Total en su carrera | Total en su carrera | 51    | 0     | 10    | 0     | 16          | 0           | 97    | 0     |

## Palmarés

### Títulos nacionales
| Título             | Club            | País   | Año  |
| ------------------ | --------------- | ------ | ---- |
| Campeonato de Liga | F. C. Barcelona | España | 2021 |
| Copa               | F. C. Barcelona | España | 2021 |
| Supercopa          | F. C. Barcelona | España | 2022 |
| Copa               | F. C. Barcelona | España | 2022 |
| Campeonato de Liga | F. C. Barcelona | España | 2022 |
| Supercopa          | F. C. Barcelona | España | 2023 |
| Campeonato de Liga | F. C. Barcelona | España | 2023 |
| Supercopa          | F. C. Barcelona | España | 2024 |
| Campeonato de Liga | F. C. Barcelona | España | 2024 |
| Copa               | F. C. Barcelona | España | 2024 |
| Supercopa          | F. C. Barcelona | España | 2025 |
| Campeonato de Liga | F. C. Barcelona | España | 2025 |
| Copa               | F. C. Barcelona | España | 2025 |

### Títulos internacionales
| Título            | Equipo          | Sede                      | Año  |
| ----------------- | --------------- | ------------------------- | ---- |
| Mundial Sub-17    | España sub-17   | Uruguay                   | 2018 |
| Europeo Sub-17    | España sub-17   | Lituania                  | 2018 |
| Liga de Campeones | F. C. Barcelona | Gotemburgo                | 2021 |
| Liga de Campeones | F. C. Barcelona | Eindhoven                 | 2023 |
| Copa Mundial      | España          | Australia y Nueva Zelanda | 2023 |
| Liga de Naciones  | España          | España                    | 2024 |
| Liga de Campeones | F. C. Barcelona | Bilbao                    | 2024 |